# Danielle Hunter
Danielle Hunter [dəˈniːl ˈhʌntə] (* 29. Oktober 1994 in St. Catherine, Jamaika) ist ein US-amerikanischer American-Football-Spieler. Er spielt derzeit bei den Houston Texans in der National Football League (NFL) als Defensive End. Zuvor stand Hunter neun Jahre lang bei den Minnesota Vikings unter Vertrag.

## Frühe Jahre
Danielle Hunter wurde in Jamaika geboren und zog im Alter von 8 Jahren in die USA. Er besuchte die Morton Ranch High School in Katy, Texas. In seinen vier Jahren im Footballteam konnte er 108 Tackles ansammeln und galt als einer der besten Defensive Ends im Staat.
Hunter entschied sich, die Louisiana State University zu besuchen.  Bereits nach dem dritten Jahr entschloss er sich, das College zu verlassen und am NFL Draft teilzunehmen. In seinen 3 Jahren am College konnte er 142 Tackles und 4,5 Sacks erzielen.

## NFL
Beim NFL Draft 2015 wurde er in der 3. Runde als insgesamt 88. Spieler von den Minnesota Vikings ausgewählt. Hunter erhielt einen vierjährigen Vertrag über 2,9 Millionen US-Dollar.
Nach seinem ersten Einsatz in Woche 1 gegen die San Francisco 49ers konnte Hunter bei seinem ersten Start in Woche 6 gegen die Kansas City Chiefs vier Tackles und einen halben Sack erzielen sowie ein Fumble erzwingen, das das Spiel beendete. Er entwickelte sich zu einem wichtigen Bestandteil der fünftbesten Defense der Liga und konnte die Saison mit 33 Tackles und 6 Sacks beenden. Er war somit nach Preston Smith von den Washington Redskins der Rookie mit den meisten Sacks und wurde in das All-Rookie Team der Pro Football Writers of America berufen. In den Spielzeiten 2018 und 2019 erzielte Hunter jeweils 14,5 Sacks und wurde in den Pro Bowl gewählt. Am 8. Dezember 2019 gelang ihm sein 50. Sack bei dem 20:7-Sieg gegen die Detroit Lions und er wurde mit 25 Jahren und 40 Tagen der jüngste Spieler mit 50 Sacks.
Wegen eines Bandscheibenvorfalls in der Halswirbelsäule verpasste Hunter die Saison 2020 vollständig.
Im März 2024 unterschrieb Hunter einen Zweijahresvertrag im Wert von 49 Millionen US-Dollar bei den Houston Texans.